# Campionato del mondo di calcio da tavolo 2006 - Categoria squadre Under-19
Il Campionato del Mondo di Calcio da tavolo di Dortmund in Germania.
Fasi di qualificazione ed eliminazione diretta della gara a squadre della Categoria Under19 (18 giugno).
Per la classifica finale vedi Classifica.
Per le qualificazioni delle altre categorie:
- individuale Open
- squadre Open
- individuale Under19
- individuale Under15
- squadre Under15
- individuale Veterans
- squadre Veterans
- individuale Femminile
- squadre Femminile

## Girone 1
- Belgio  -  Germania 2-1
- Austria  -  Cina 4-0
- Belgio  -  Cina 4-0
- Austria  -  Germania 2-1
- Belgio  -  Austria 4-0
- Cina  -  Germania 0-4

## Girone 2
- Francia  -  Paesi Bassi 4-0
- Italia  -  Inghilterra 3-0
- Francia  -  Inghilterra 3-0
- Italia  -  Paesi Bassi 3-0
- Francia  -  Italia 1-1
- Inghilterra  -  Paesi Bassi 1-2

## Semifinali
- Italia  -  Belgio 1-3
- Austria  -  Francia 4-0

## Finale

### Belgio-Austria3-0
| Nicolas Baccega | Christoph Gerbasits | 2-1 |
| Logan Carette   | Alexander Haas      | 3-0 |
| Arnaud Nullens  | Patrick Zeilinger   | 3-0 |
| Justin Leroy    | Thomas Karnthaler   | 0-0 |